# Itti-Ili-nibi
Itti-Ili-nibi va ser el segon rei de la I Dinastia del País de la Mar que va regnar la zona sud de Mesopotàmia en unes dates desconegudes, posteriors al 1720 aC. El seu nom, Itti-Ili-nibi, és accadi, i significa "el meu nom és amb déu".
Aquest rei només es coneix a partir de cròniques posteriors al seu regnat. Va succeir Iluma-ilum i se suposa que va regnar durant 57 anys.